# Tarxien Rainbows
Tarxien Rainbows Football Club is een Maltese voetbalclub uit Tarxien.
De club werd in 1944 opgericht als Little Rainbows en speelt sinds 2008 in de Premier League. De club speelt in het 	Ta'Qali stadion in Ta'Qali dat plaats biedt aan 17.000 toeschouwers. 